# Cristina Magdalena de Wittelsbach
Cristina Magdelena de Wittelsbach (en alemany Christine Magdalena von Pfalz-Zweibrücken-Kleeburg, i en suec Christina Magdalena av Pfalz-Zweibrücken) va néixer a Nyköping (Suècia) el 27 de maig de 1616 i va morir al palau de Karlsburg, a Durlach, el 14 d'agost de 1662. Era una noble de la casa de Wittelsbach, filla de Joan Casimir de Wittelsbach (1589-1652) i de la princesa Caterina Vasa de Suècia (1584-1638).

## Matrimoni i fills
El 30 de novembre de 1642 es va casar a Estocolm amb Frederic VI de Baden-Durlach (1617-1677), fill de Frederic V de Baden-Durlach (1594-1659) i de Bàrbara de Wurttemberg (1593-1627). El matrimoni va tenir vuit fills: 
- Frederic Casimir (1643-1644)
- Cristina (1645-1705), casada primer amb Albert II de Brandenburg-Ansbach (1620-1667), i després amb Frederic I de Saxònia-Gotha (1646-1691).
- Elionor (1646-1646)
- Frederic Magnus (1647-1709), casat amb Augusta Maria de Schleswig-Holstein-Gottorp (1649-1728).
- Carles Gustau (1648-1703), casat amb Anna Sofia de Brunsvic-Wolfenbüttel (1659-1742).
- Caterina Bàrbara (1650-1733)
- Joana Elisabet (1651-1680), casada amb el comte Joan Frederic de Brandenburg-Ansbach (1654-1686).
- Frederica Elionor (1658-1658)